# Procleomenes tenuiformis
Procleomenes tenuiformis là một loài bọ cánh cứng trong họ Cerambycidae.